# Torah Bright
Torah Bright (Cooma, 27 de diciembre de 1986) es una deportista australiana que compitió en snowboard, especialista en las pruebas de halfpipe y slopestyle.
Participó en tres Juegos Olímpicos de Invierno, obteniendo dos medallas, oro en Vancouver 2010 y plata en Sochi 2014, y el quinto lugar en Turín 2006, las tres veces en la prueba de halfpipe.
Ganó una medalla de bronce en el Campeonato Mundial de Snowboard de 2013, en la prueba de slopestyle. Adicionalmente, consiguió cinco medallas en los X Games de Invierno.
En 2012 fue condecorada con la Medalla de la Orden de Australia (OAM).

## Medallero internacional
| Juegos Olímpicos   | Juegos Olímpicos   | Juegos Olímpicos  | Juegos Olímpicos |
| Año                | Lugar              | Medalla           | Prueba           |
| ------------------ | ------------------ | ----------------- | ---------------- |
| 2010               | Vancouver (Canadá) | Medalla de oro    | Halfpipe         |
| 2014               | Sochi (Rusia)      | Medalla de plata  | Halfpipe         |
| Campeonato Mundial |                    |                   |                  |
| Año                | Lugar              | Medalla           | Prueba           |
| 2013               | Stoneham (Canadá)  | Medalla de bronce | Slopestyle       |

| X Games de Invierno | X Games de Invierno    | X Games de Invierno | X Games de Invierno |
| Año                 | Lugar                  | Medalla             | Prueba              |
| ------------------- | ---------------------- | ------------------- | ------------------- |
| 2006                | Aspen (Estados Unidos) | Medalla de plata    | Superpipe           |
| 2007                | Aspen (Estados Unidos) | Medalla de oro      | Superpipe           |
| 2008                | Aspen (Estados Unidos) | Medalla de plata    | Superpipe           |
| 2009                | Aspen (Estados Unidos) | Medalla de oro      | Superpipe           |
| 2015                | Aspen (Estados Unidos) | Medalla de bronce   | Superpipe           |